# Mr. Mister
Mr. Mister – amerykański zespół pop-rockowy założony w 1982 w Los Angeles z inicjatywy Richarda Page’a.

## Historia zespołu
Page pracował wcześniej jako muzyk sesyjny (między innymi z Quincy Jonesem) oraz komponował dla takich artystów jak Michael Jackson, Donna Summer, Kenny Loggins, Al Jarreau. Pod koniec lat 70. w Phoenix, Richard Page (basista) i jego kolega z młodości Steve George (klawiszowiec) założyli grupę Pages, która zaistniała dzięki piosence „I Do Believe In You”. W 1982 roku grupa zmieniła nazwę na Mr. Mister. Pierwszy album formacji „I Wear the Face” ukazał się dwa lata później. Mniej więcej w tym samym czasie Page otrzymał propozycję zajęcia miejsca Bobby’ego Kimballa w Toto, a następnie zastąpienie Petera Cetery w Chicago. Wokalista odrzucił obydwie oferty i skupił się nad przygotowaniami drugiego longplaya zespołu Mr. Mister. Longplay „Welcome To The Real World” z 1985 roku okazał się wielkim sukcesem, zawierał trzy single z pierwszej dziesiątki zestawienia Billboardu oraz dwa przeboje numer jeden, w tym słynny „Broken Wings”. Na fali sukcesu grupa koncertowała między innymi z Tiną Turner. Trzeci longplay grupy „Go On” ukazał się w roku 1987. Pomimo zapowiedzi grupy, że jest to ich najlepszy krążek, longplay okazał się komercyjną klapą. Dwa lata później Mr. Mister opuścił gitarzysta Steve Farris (następnie koncertował z Whitesnake i nagrywał między innymi z Tori Amos i 4 Non Blondes). Pozostali członkowie formacji rozpoczęli pracę nad nowym krążkiem, roboczo zatytułowanym „Pull”, jednak album nigdy nie został oficjalnie wydany. Po tych niepowodzeniach muzycy postanowili rozwiązać zespół. Richard Page kontynuował pracę jako kompozytor (współtworzył między innymi piosenkę Madonny „I'll Remember”), towarzyszył także wielu solistom jako drugi wokalista. Natomiast Steve George do 1997 roku współpracował z Kennym Logginsem, a następnie z Jewel. W skład grupy wchodził również Pat Mastelotto (perkusista), który później zasilił szeregi King Crimson.

## Single na „Liście Przebojów Trójki”
| Rok  | Tytuł                                 | Najwyższa Pozycja | Liczba Tygodni |
| ---- | ------------------------------------- | ----------------- | -------------- |
| 1986 | Broken Wings                          | 20                | 7              |
| 1986 | Kyrie (Kir-é-á)                       | 4                 | 12             |
| 1987 | Something Real (Inside Me/Inside You) | 28                | 4              |

## Dyskografia[3]
- 1984: I Wear the Face
- 1985: Welcome to the Real World
- 1987: Go On
- 1988: Pull (wydany nieoficjalnie)